# Комішань
Комішань, Комішані (рум. Comișani) — село у повіті Димбовіца в Румунії. Адміністративний центр комуни Комішань.
Село розташоване на відстані 62 км на північний захід від Бухареста, 12 км на південний схід від Тирговіште, 87 км на південь від Брашова.

## Населення
За даними перепису населення 2002 року у селі проживали 3518 осіб, з них 3514 осіб (99,9%) румунів. Рідною мовою 3517 осіб (> 99,9%) назвали румунську.